# أكمية مونينية
أكمية مونينية (الاسم العلمي: Aechmea moonenii) هو نوع نباتي يتبع جنس الأكمية من فصيلة البروميلية.